# Makrokylindrus jedsi
Makrokylindrus jedsi är en kräftdjursart som beskrevs av Hiroshi Harada 1962. Makrokylindrus jedsi ingår i släktet Makrokylindrus och familjen Diastylidae. Inga underarter finns listade i Catalogue of Life.